# Alexa Chung
Alexa Chung (Privett, 5 november 1983) is een Brits model, televisiepresentatrice en redactrice van het tijdschrift Vogue. Ze presenteerde Gonzo with Alexa Chung voor MTV UK, en Thrift America voor PBS. Voorheen was Chung presentatrice van MTV's It's On with Alexa Chung. Ze is als model het gezicht van Lacostes "Joy of Pink" fragrance en Superga's Italiaanse sneakers.

## Biografie

### Jonge jaren
Chung is de dochter van een Chinees-Britse vader, Philip, en een Britse moeder, Gillian. Ze is de jongste van vier kinderen; ze heeft nog twee oudere broers, Jamie en Dominic, en een zus, Natalie.
Chung studeerde aan het Peter Symonds College, Winchester (2000–2002). Ze kwam in aanmerking voor een plaats aan King’s College London, maar werd ontdekt als model voordat ze met haar studie hier kon beginnen.

### Carrière als model
Chung werd op haar zestiende benaderd door het modellenbureau Storm Model Management in de comedytent van het Reading Festival. Ze poseerde als model voor tienerbladen als Elle Girl en CosmoGIRL!, en werkte voor bedrijven als Fanta, Sony Ericsson, Sunsilk, Urban Outfitters en Tampax. Ze trad op in videoclips van The Streets, Westlife, Delta Goodrem, Reuben en Holly Valance en speelde de rol van Jake in de realityshow Shoot Me, die in 2005 werd uitgezonden op Fashion TV.
Na vier jaar stopte Chung met het modellenwerk, daar ze volgens eigen zeggen een laag zelfbeeld had gekregen in haar tijd als model. Nadat ze een televisiepersoonlijkheid was geworden, begon ze echter toch weer sporadisch modellenwerk te doen. In 2008 was ze het gezicht van zowel het Australische modelabel Antipodium als van Oxfam. In september 2008 nam ze deel aan de Vivienne Westwood Red Label-show tijdens de London Fashion Week. In 2009 werd ze model voor Wrens Holiday 2009 collectie, samen met haar vriendin Tennessee Thomas.
In juli 2009 werd Chung het gezicht van DKNY Jeans. In januari 2010 werd ze het model voor de SS10 Pepe Jeans London campaign.

### Alexachung
Op 8 mei 2017 introduceerde zij haar eigen modelcollectie onder de naam Alexachung.

### Televisiecarrière
In april 2006 werd Chung medepresentatrice van Popworld op Channel 4. Samen met Alex Zane presenteerde ze tevens een wekelijks radioprogramma genaamd Popworld Radio. De laatste show werd uitgezonden in juli 2007. Chung kreeg na afloop van het programma een jaarcontract bij Channel 4, ter waarde van £ 100.000. Ze presenteerde Big Brother’s Big Mouth en was lid van het panel tijdens de quiz 8 out of 10 Cats. Ze presenteerde tevens T4 Movie Specials, 4Music Specials, T4 Holiday Mornings en deed verslag van meerdere muziekfestivals.
In januari 2008 was Chung een van de vier vaste presentatoren van T4. Ze presenteerde T4’s Vanity Lair, een realityshow waar ze zich later voor schaamde. Verder werd ze presentatrice van het muziekprogramma Freshly Squeezed, dat in september 2007 van start ging.
Behalve voor Channel 4 presenteerde Chung ook voor ITV1 en BBC Three. Midden 2008 legde ze zich toe op modeprogramma’s. Zo was ze journalist voor "Gok's Fashion Fix". In 2009 kreeg ze de Elle Style Award voor beste televisiepresentatrice en de Glamour’s Award voor beste presentator.
In april 2009 verliet Chung Channel 4 om haar geluk in Amerika te beproeven. Ze kreeg op MTV haar eigen programma getiteld It's On with Alexa Chung. In april 2010 keerde ze terug op de Britse televisie met de serie Frock Me. In januari 2011 was ze medepresentatrice van NBC's "2011 Golden Globe Arrivals Special", met Carson Daly en Natalie Morales. In november 2010 werd bekend dat Chung vanaf het najaar van 2011 een eigen programma zou krijgen op de Amerikaanse televisie; Thrift America.

### Journalistieke carrière
Van oktober 2007 tot juni 2008 schreef Chung maandelijks een column voor het Britse vrouwenblad Company. Van november 2008 tot juni 2009 schreef ze een wekelijkse column voor The Independent getiteld 'Girl About Town' en later 'New York Doll'. In juni 2009 werd ze benoemd tot redactrice van Vogue.

### Privéleven
Chung woonde drieënhalf jaar samen met fotograaf David Titlow. In 2006 gingen ze uit elkaar. Na deze breuk had ze relaties met Ian Watkins en James Righton. Chung had van april 2008 tot juli 2011 een relatie met Alex Turner van Arctic Monkeys. Deze relatie liep stuk omdat ze elkaar te weinig zagen, maar naar eigen zeggen staan ze nog wel op goede voet met elkaar.

## Filmografie
- Thrift America (2011)
- NBC's 2011 Golden Globe Arrivals Special (2011)
- Gonzo for MTV Rocks (2010)
- Frock Me with TK Maxx (2010)
- Channel 4 NME Awards Backstage (2010)
- Auto-Tune the News (2009)
- It's On with Alexa Chung (2009)
- Freshly Squeezed (2007–2009)
- T4 Weekends (2008–2009)
- T4 Holiday Mornings (2007–2009)
- T4 Movie Specials (2006–2009)
- 4Music Specials (2006–2009)
- T4 on the Beach coverage (2006–2008)
- Gok's Fashion Fix (2008)
- Frock Me (2008)
- The Wall (2008)
- Vanity Lair (2008)
- T4 NME Awards coverage (2008)
- V Festival coverage (2007–2008)
- The Devil Wears Primark (2008)
- Big Brother's Big Mouth (2007)
- Fashion Rocks is Coming (2007)
- T in the Park coverage (2007)
- Get a Grip (2007)
- Popworld (2006–2007)
- Rip Curl Festival coverage (2006)
- Shoot Me (2005)